# Mark Kilian
Mark Kilian (Sudafrica, ...) è un compositore sudafricano.
Ha composto musiche per film e serie televisive, tra cui: Il suo nome è Tsotsi, Il diritto di uccidere e Kitchen Confidential.

## Filmografia parziale

### Cinema
- Blind Horizon - Attacco al potere (Blind Horizon), regia di Michael Haussman (2003)
- Il suo nome è Tsotsi (Tsotsi), regia di Gavin Hood (2005)
- Rendition - Detenzione illegale (Rendition), regia di Gavin Hood (2007)
- Traitor - Sospetto tradimento (Traitor), regia di Steve Martin (2008)
- The Ward - Il reparto (The Ward), regia di John Carpenter (2010)
- Revenge of the Green Dragons, regia di Andrew Lau e Andrew Loo (2014)
- Verso la fine del mondo (Parts per Billion), regia di Brian Horiuchi (2015)
- Shark Killer, regia di Sheldon Wilson (2015)
- Il diritto di uccidere (Eye in the Sky), regia di Gavin Hood (2015)
- Operazione S.M.A.R.T. - Senza Tregua (S.M.A.R.T. Chase), regia di Charles Martin (2017)
- Replicas, regia di Jeffrey Nachmanoff (2018)
- Official Secrets - Segreto di stato (Official Secrets), regia di Gavin Hood (2019)
- Blu profondo 3 (Deep Blue Sea 3), regia di John Pogue (2020)
- Eraser: Reborn, regia di John Pogue (2022)

### Televisione
- F/X (F/X: The Series) - serie TV (1996-1998)
- Kitchen Confidential - serie TV, 12 episodi (2005-2006)
- Day Break - serie TV, 12 episodi (2006-2007)
- Killer Women - serie TV, 8 episodi (2014)